# Bartoloměj ze Znojma
Bartoloměj ze Znojma OFM, činný okolo roku 1480 byl český františkán a kazatel. Podle Balbína napsal knihy svátečních a mariánských kázání:
- Sermones de Sanctis, ab adventu usque ad Vincula S. Petri
- Sermones de praecipuis festis B.V. Mariae

a další promluvy.
Dále má být autorem „mnohých vybrané promluv o pomoci duším v očistci“ a kázání o františkánských prvomučednících a misionářích de sanctis Martyribus primis Ordinis sui Gerardo, Petro, Accursio, Adjuto & Ottone, de S. Bonaventura, & S. Bernardino.
Balbín Bartolomějovo dílo hodnotí jako „zcela oslňující“ a symbolicky řečeno „psané zlatými písmeny“.